# نافذة جوية
نافذة جوية، يكون الجو شفافاً لبعض الموجات الإشعاعية التي يصدرها سطح الارض’ حيث يسمح لها باختراقه بحرية والهرب نحو الفضاء, وتلك الإشعاعات التي تنفذ من الجو هاربةً نحو الفضاء هي ما كانت بطول موجي يتراوح بين 8-14 ميكرون (نافذة رئيسية), وما كانت أيضاً أطوال موجاتها بين 4-5 ميكرون, و17-21 ميكرون (نافذتان ثانويتان), فالأرض تشع عموماً ضمن المجال الموجي 3-50 ميكرون, غير أن بخار الماء وثاني أكسيد الكربون يعدان الغازين الرئيسيين في الجو الذين يقومان بامتصاص الغالبية العظمى من الأشعة التي تبثها الأرض, إلا ان نطاق امتصاص بخار الماء يكون على أشده في المجال الموجي 5-8 ميكرون, أما ثاني أكسيد الكربون فمجال امتصاصه يقع بين 14-17 ميكرون.
تحدث النافذة الجوية عندما تشير توقعات الأحوال الجوية إلى إنه يمكن تنفيذ مجموعة معينة من العمليات البحرية أو أنشطة الإنشاء البحري في إطار الحدود القصوى لها والمتعلقة بارتفاع الأمواج أو سرعة الرياح وما إلى ذلك.
من العوامل الحاسمة في العمليات البحرية هي استخدام الوقت والأحوال الجوية المتوقعة. فيجب أن يعتمد تخطيط العمليات البحرية على الفترة المرجعية للعمليات والتي تُعرف باستخدام:

الفترة المرجعية للعملية (TR) = زمن العملية المتوقع + زمن الطوارئ المتوقع

في حالة عدم تحديد زمن الطوارئ، فعادةً ما يكون زمن الفترة المرجعية للعملية ضعف زمن العملية المتوقع. فالعمليات البحرية التي تقل فترتها المرجعية عن 72 ساعة يمكن تعريفها بأنها عمليات محدودة الأحوال الجوية. ويمكن التخطيط لتلك العمليات تخطيطًا مستقلاً عن البيانات الإحصائية ويعتمد التخطيط على توقعات الأحوال الجوية فقط.
بالنسبة للعمليات محدودة الأحوال الجوية، يتم حساب العوامل الحاسمة مثل القوى والحركات والتسارع في إطار حالة جوية (عامل التصميم) أسوأ من الحالة الجوية المخططة لتنفيذ العملية (عامل التنفيذ). ويرجع ذلك إلى عدم موثوقية توقعات الأحوال الجوية. وكلما طالت فترة العملية المخططة، زاد التباين بين عامل التنفيذ وعامل التخطيط.
تُعرف العلاقة بين عامل التنفيذ وعامل التصميم بأنها «عامل ألفا». وتراعي الاختلافات في عامل ألفا أيضًا حقيقة أن تقدير ارتفاع الموجة بالنسبة لظروف البحر الصغيرة تكون أصعب من تقديرها بالنسبة لظروف البحر الكبيرة. فعلى سبيل المثال، إن العملية المخطط لها أن تستغرق 20 ساعة مع عامل تصميم يبلغ ارتفاع الموجة الكبير (سرعة عالية) 2.5 م يكون عامل التنفيذ فيها 2.5 * 0.71 = 1.8 م. ويكون أقصى ارتفاع للموجة 1.86 مرة للارتفاع الكبير (حسب الفترة).
أمثلة لعوامل ألفا من قواعد تصنيف DNV للعمليات البحرية، الجزء الأول، الفصل الثاني، تخطيط العمليات:
| فترة التنفيذ (ساعات) | ارتفاع موجة التصميم (م) | ارتفاع موجة التصميم (م) | ارتفاع موجة التصميم (م) |
| -------------------- | ----------------------- | ----------------------- | ----------------------- |
| فترة التنفيذ (ساعات) | Hs = 1-2                | Hs = 2-4                | Hs > 4                  |
| TR < 12              | 0.68                    | 0.76                    | 0.80                    |
| TR < 24              | 0.63                    | 0.71                    | 0.75                    |
| TR < 48              | 0.56                    | 0.64                    | 0.67                    |
| TR < 72              | 0.51                    | 0.59                    | 0.63                    |

المصدر
المعجم الجغرافي المناخي